# Аврелия Орестила
Аврелия Орестила (на латински: Aurelia Orestilla) е съпруга на Катилина.

## Биография
Тя е дъщеря на Гней Ауфидий Орест (консул през 71 пр.н.е.).
Аврелия Орестила има от първия си брак дъщеря и се омъжва за Катилина, който има от друг брак син, който е убит понеже е пречка за женитбата им.